# Marennes (Charente Marittima)
Marennes è un ex comune francese di 5 722 abitanti situato nel dipartimento della Charente Marittima nella regione della Nuova Aquitania. Dal 1º gennaio 2019 è stato accorpato al comune di Hiers-Brouage per formare il comune di nuova costituzione Marennes-Hiers-Brouage del quale è divenuto in pari data comune delegato. 
È conosciuto come "la città delle ostriche" per le numerose aziende di allevamento degli squisiti molluschi esportati in tutta Europa. Si trova sulla riva destra dell'estuario del fiume Seudre, che quivi sfocia. 
È collegata al comune di La Tremblade, sulla riva opposta dell'estuario del fiume, dal ponte della Seudre.

## Società

### Evoluzione demografica
Abitanti censiti